# Aloisie Jiroušková
Aloisie Jiroušková (pseudonym Hemergilda, 1. srpna 1872 Zlíchov u Prahy – 19. října 1911 Královské Vinohrady) byla česká pedagožka, novinářka, spolková činovnice, sufražetka a feministka. Je považována za zakladatelku křesťansko-sociálního ženského hnutí v českých zemích a taktéž první českou křesťansko-sociální novinářku.

## Život

### Mládí
Narodila se na Zlíchově u Prahy. Jejím bratrem byl pozdější redaktor T. J. Jiroušek. Po vychození obecné a měšťanské školy na Žižkove pak navštěvovala pokračovací obchodní průmyslovou školu Ženského výrobního spolku českého v Praze. V letech 1897 až 1900 navštěvovala industriální ústav slečny Anny Pištové, poté byla pak plně kvalifikována jako industriální učitelka. Toto povolání bylo v té době při výkonu spojeno s příslibem celibátu, Jiroušková tak zůstala svobodná.

### Křesťansko-sociální hnutí
V březnu 1897 se v pražském sále „U města Pešti“ zúčastnila prvního celočeského shromáždění českých sociálně-demokratických žen, kde vystoupila se svým příspěvkem hájícím také křesťanské hodnoty, její projev byl však nesouhlasným hlukem ostatních delegátek přehlušen a Jiroušková byla nucena opustit sál. Od téhož roku začala pak přispívat do některých periodik s politickými příspěvky pod pseudonymem Hemergilda. V červnu 1897 potom došlo v Praze k založení prvního křesťansko-sociálního spolku katolických žen a dívek, kde byla Jiroušková zvolena jednatelkou. Při spolku byl pak založen první český ženský časopis křesťansko-sociálního směru s názvem Ženské Listy (odlišné od časopisu téhož názvu vycházejícího od roku 1873), kde se Jiroušková stala první a řídící redaktorkou. Pedagogicky působila industriální učitelka na škole v Třebotově u Smíchova. Roku 1909 byla pak vlastní žádosti byla přeložena na školu v Úněticích u Prahy, kde působila až do své smrti. V Úněticích byla také jednatelkou tamního spolku křesťansko-sociálních žen a dívek.

### Úmrtí
Začátkem října 1911 přijela navštívit svého bratra T. J. Jirouška na Královské Vinohrady a následně zde onemocněla. 19. října 1911 pak na Královských Vinohradech zemřela ve věku 39 let na mozkovou mrtvici. Pohřbena byla na Olšanských hřbitovech.
Identita jejího pseudonymu byla v tisku odhalena až po její smrti.